# Australobius malayicus
Australobius malayicus är en mångfotingart som först beskrevs av Karl Wilhelm Verhoeff 1937.  Australobius malayicus ingår i släktet Australobius och familjen stenkrypare. Inga underarter finns listade i Catalogue of Life.